# Petits Chanteurs à la Croix de Bois
Les Petits Chanteurs à la Croix de Bois (PCCB, deutsch Die kleinen Sänger mit dem Holzkreuz, international auch The Little Singers of Paris genannt) sind ein traditionsreicher französischer Knabenchor. Der Chor wurde 1907 in Paris gegründet und ab 2000 von Véronique Thomassin geleitet. Der Knabenchor hat zahlreiche Tourneen in Frankreich und auf allen Kontinenten absolviert und im Vatikan vor Pius XII. und Johannes XXIII. gesungen. Die Chormitglieder legen im Jahr etwa 50.000 Kilometer zurück und gastieren vor rund 50.000 Zuhörern.

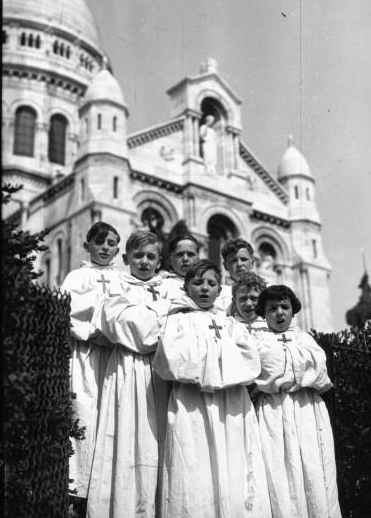
Sänger der Petits Chanteurs à la Croix de Bois mit dem namensgebenden Holzkreuz, Foto von 1936

1924 wurde der Priester Fernand Maillet (1896–1963) Chorleiter, danach Roger Delsinne, ebenfalls ein Priester, in der Folge Bernard Houdy und später Rodolphe Pierrepont. Ab 1940 hatte der Chor während der deutschen Besetzung Nordfrankreichs seinen Standort im Bereich des Vichy-Regimes in Lyon, später wieder in Paris, dann auf einem Schloss in Glaignes (rund 70 Kilometer nordöstlich von Paris). Seit 2006 befand sich der Sitz wieder in Paris auf einem Gelände der Fondation Eugène Napoléon im 12. Arrondissement. Das Internat befindet sich im Château Saint-Loup (7, place Emile Blondeau BP 10) in Brienon-sur-Armançon. Im Jahr 2014 zog der Chor nach Autun um.
Die Idee zur Gründung des Chores kam zwei Studenten während eines Aufenthalts im Kloster Tamié. Einer von beiden war Paul Berthier, Vater des Organisten und Komponisten Jacques Berthier, der andere Pierre Martin.
Zum Konzept des Chores gehört es, nicht an eine Kirchengemeinde angebunden zu sein. Der Chor gastiert auch in Kirchen, hat aber keine gottesdienstlichen Aufgaben wie etwa der deutsche Kreuzchor. Das Repertoire kennt neben dem geistlichen Lied auch das französische und internationale Volkslied. Die Sänger leben das Jahr über im Internat. Derzeit sind es etwa 100.
Im November 1944, nach der Befreiung Frankreichs im Zweiten Weltkrieg, wurde auf Initiative des Chores die internationale katholische Chororganisation Pueri Cantores gegründet.

Konzert in Straßburg (Paulskirche), 9. November 2013
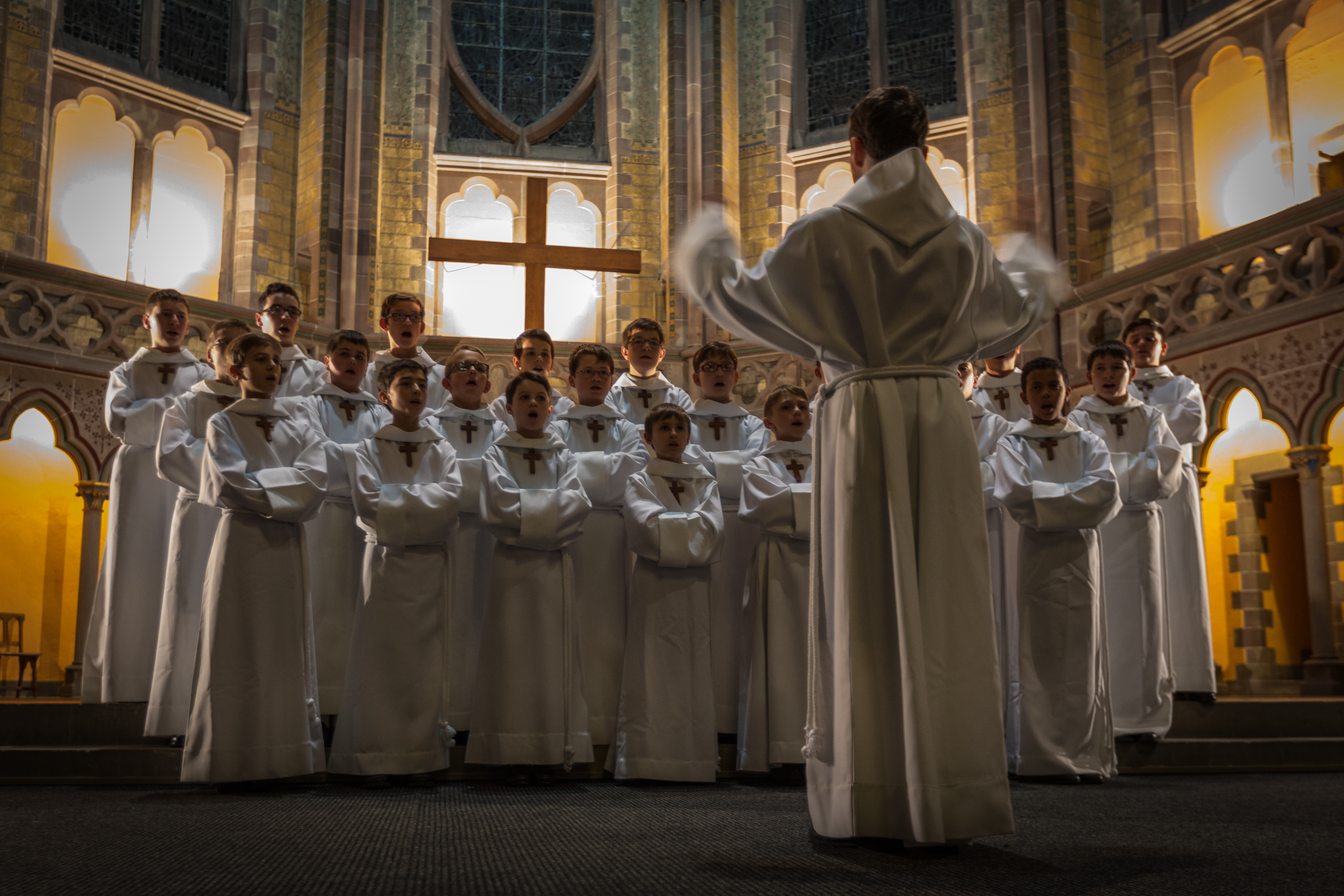
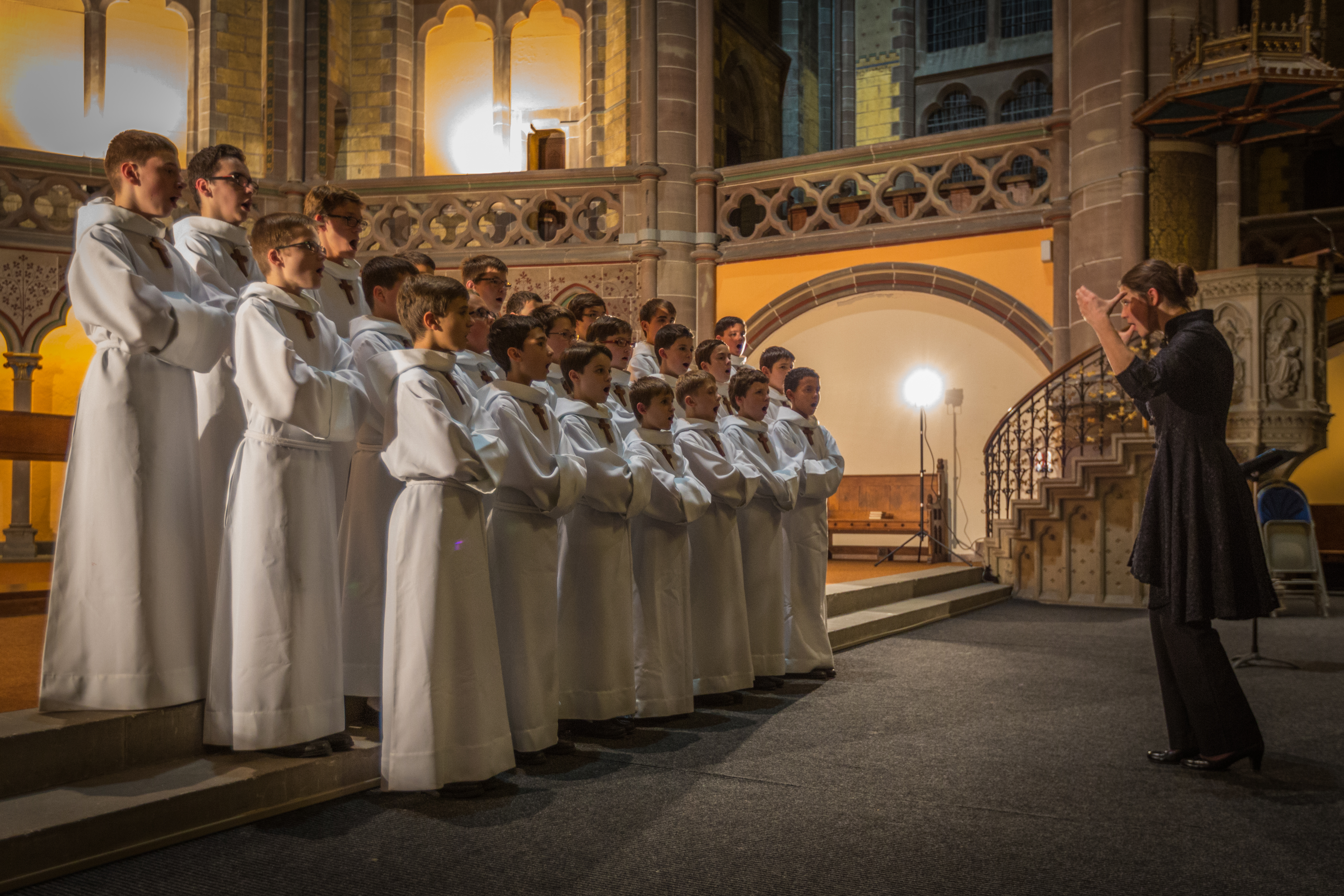
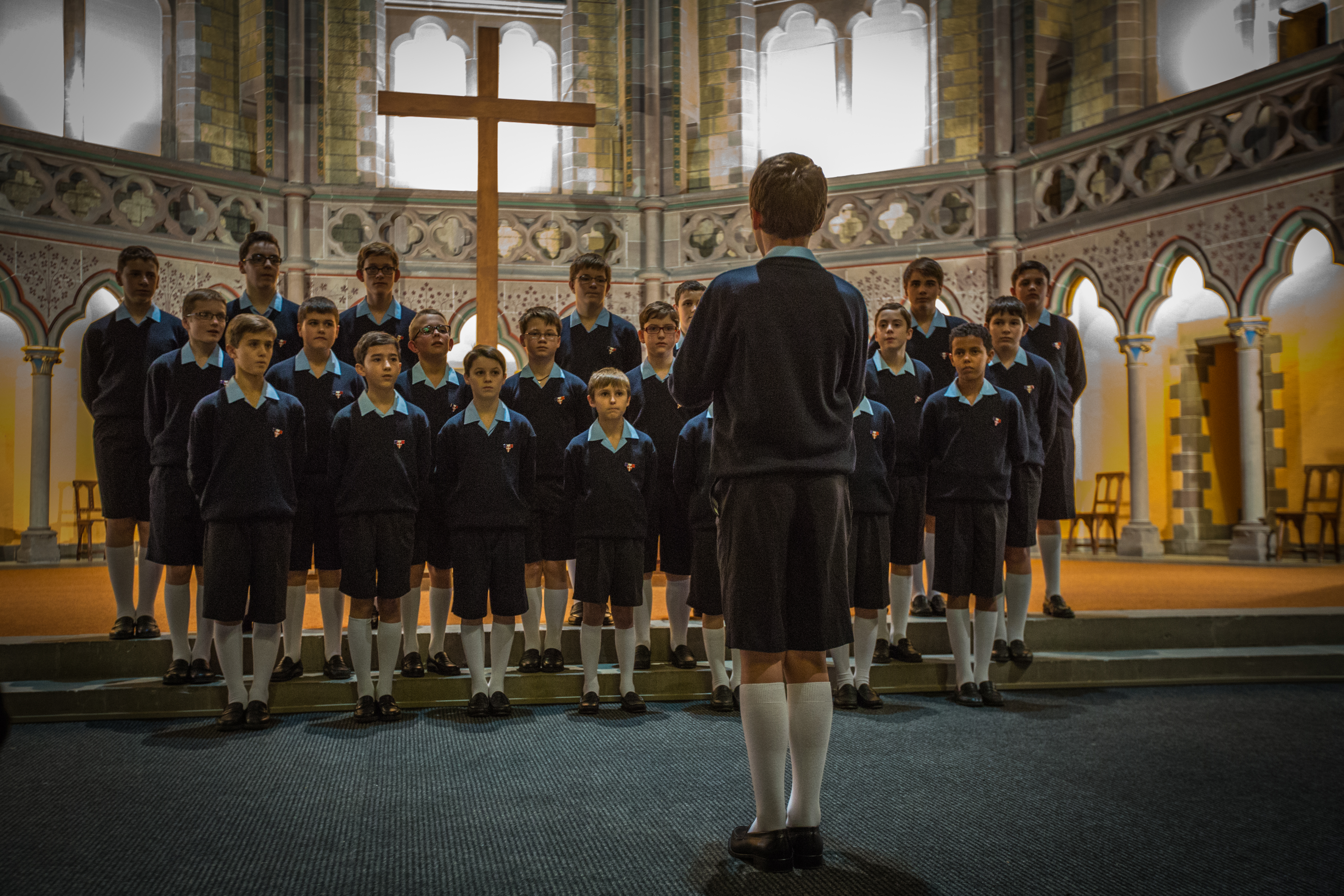
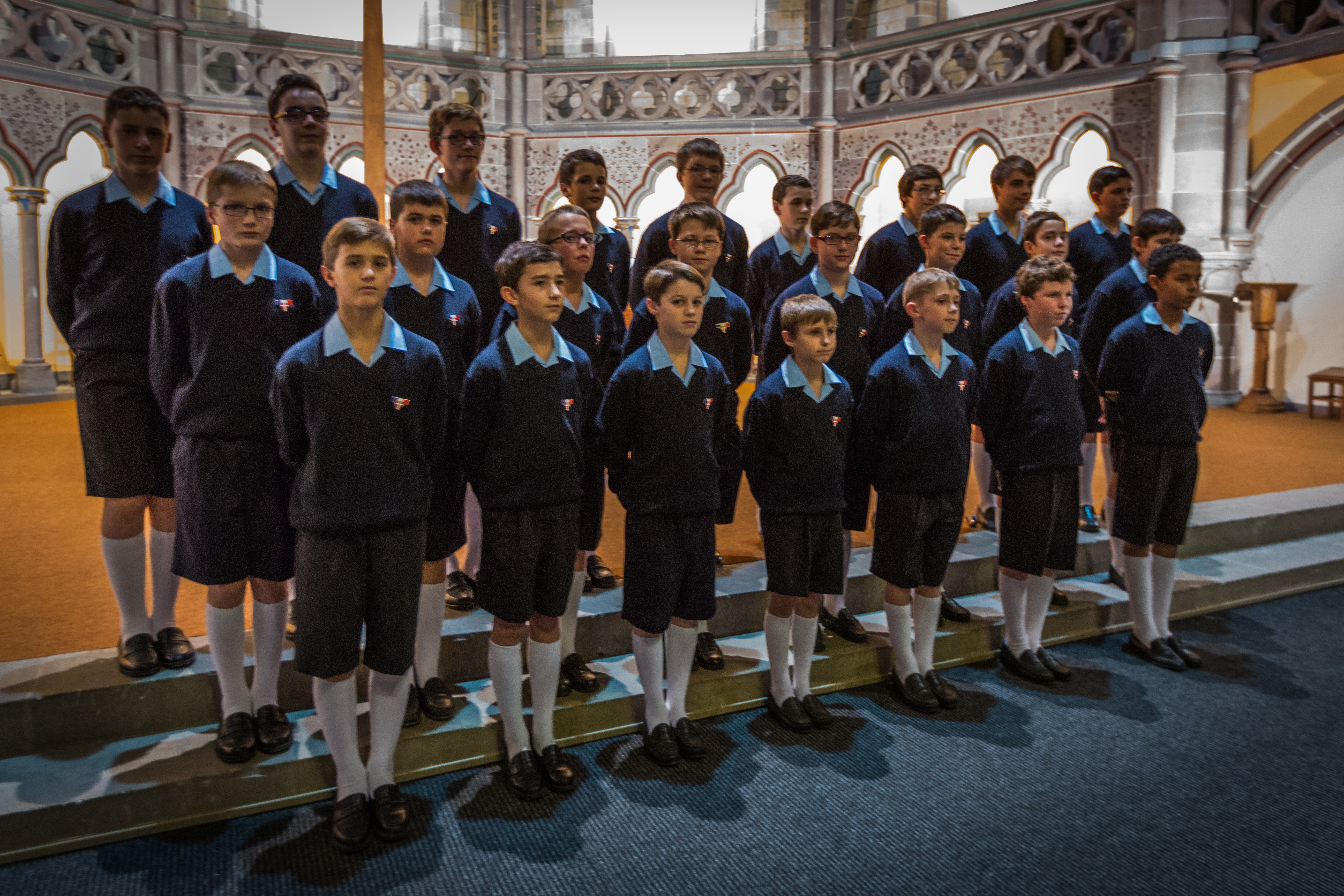
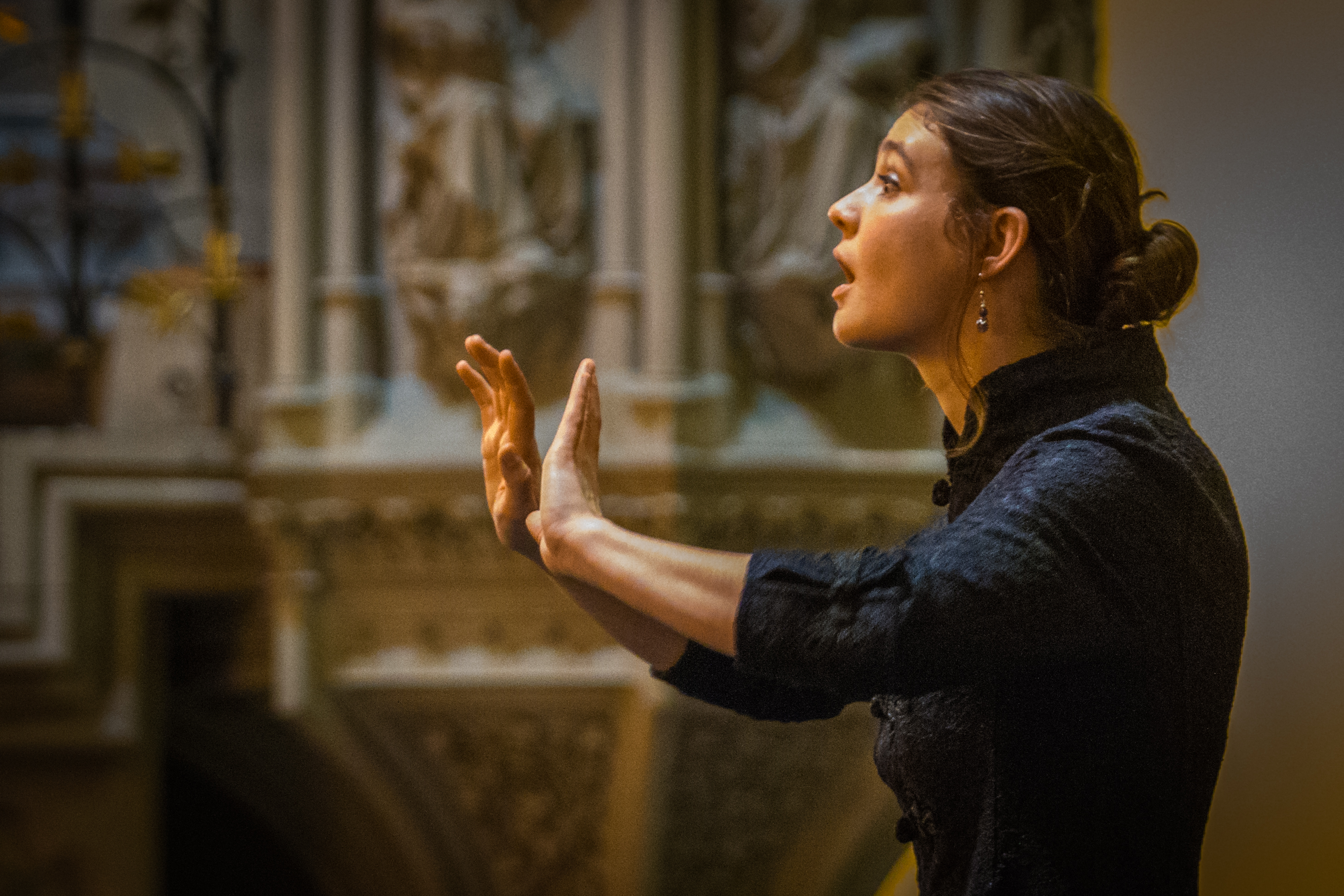
Clothilde Sebert, directrice musicale.
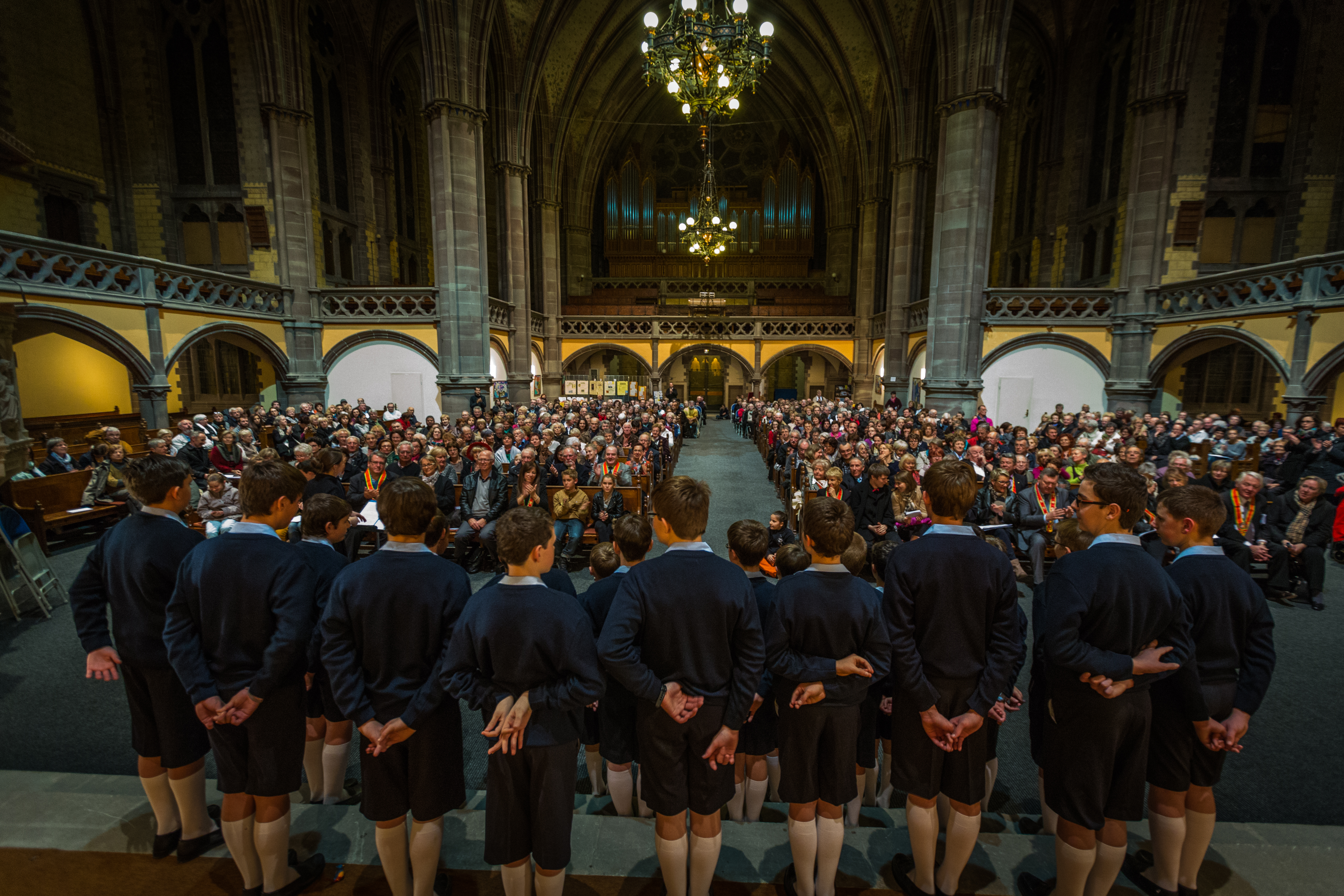

Der Chor hat in Frankreich eine hohe Medienpräsenz, er trat bereits mit Charles Aznavour, Mireille Mathieu, Florent Pagny, Faudel, Tina Arena, Lara Fabian, Bénabar, The Ten Tenors sowie Yannick Noah und mit bis zum 10.000 Sängern auf. 2007 trat der Knabenchor anlässlich der Militärparade am Nationalfeiertag auf und sang die Marseillaise.
Zwei Spielfilme stehen in engem Bezug zu Petits Chanteurs à la Croix de Bois: Der Nachtigallenkäfig (La Cage aux rossignols) (1945, Jean Dréville) sowie der auch in Deutschland erfolgreiche Film Die Kinder des Monsieur Mathieu (2004, Christophe Barratier).
Ehemalige Sänger sind unter anderem der Sportler Adrien Hardy und der frühere Pariser Bürgermeister Bertrand Delanoë.